# Fiebre botonosa mediterránea
La fiebre botonosa mediterránea, también denominada tifus de la garrapata, es una enfermedad infecciosa aguda y zoonótica causada por la bacteria Rickettsia conorii y transmitida por la garrapata marrón del perro Rhipicephalus sanguineus.
Esta fiebre es endémica en muchos países de la cuenca del mediterráneo.
Tras un período de incubación de 1 a 3 semanas, la enfermedad comienza de forma súbita con escalofríos, fiebre alta, dolores articulares y musculares, dolor de cabeza y fotofobia. A los 3-5 días se producen lesiones cutáneas (exantema con escara de color oscuro) que pueden aparecer en el lugar de la picadura de la garrapata o en otras zonas de la piel, siendo característicos en tronco y extremidades.

## Agente etiológico

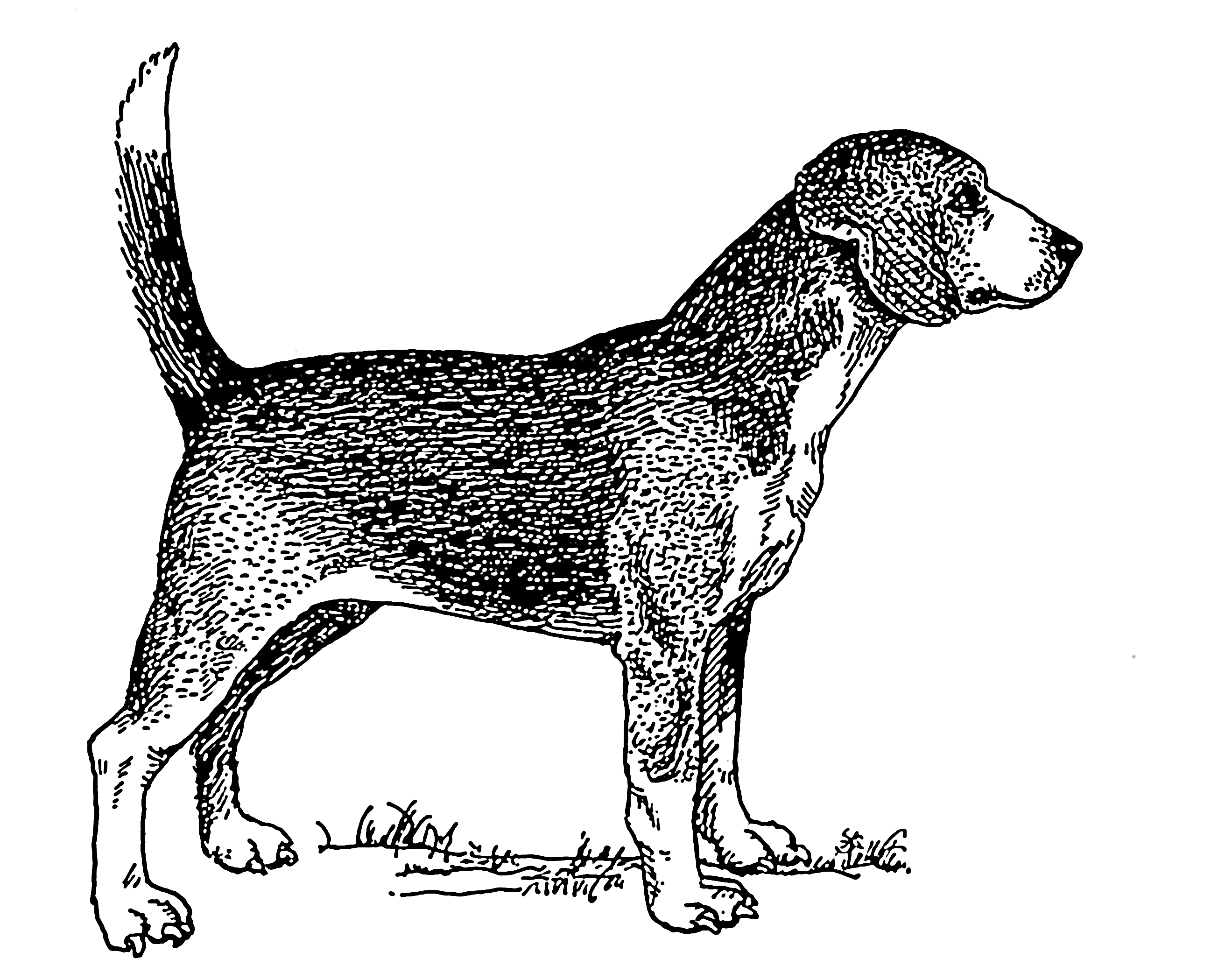
La garrapata marrón del perro constituye el vector de esta enfermedad infecciosa, aunque dicho animal presenta inmunidad natural contra la misma.

Las rickettsias forman parte de la familia Rickettsiaceae, conformada por cocobacilos pleomórficos de 0,3-1,5 micrómetros, parásitos intracelulares obligados. Su modo de transmisión es fundamentalmente mediante la picadura de la garrapata marrón del perro (Rhipicephalus sanguineus).
Recientemente se han implicado otras especies de Ricketsia en cuadros clínicos similares como R. monacensis, R. massilliae y R. sibirica mongolotimonae.

## Clínica
La clínica es característica con un periodo de incubación variable de 1 a 3 semanas. Comienza con fiebre brusca, generalmente alta, cefalea, fotofobia, artralgias, mialgias y gran sensación de malestar general, que se acompaña a los 2 o 3 días de la aparición de un exantema maculo-papular que afecta predominantemente a las extremidades (palmas y plantas). En menos de la mitad de los casos se puede apreciar en la zona de inoculación o de la picadura de la garrapata una escara (mancha negra). En algunas ocasiones el exantema es de aspecto purpúrico (vasculitis). En pacientes con enfermedades de base o en los que no se realiza un diagnóstico rápido el cuadro clínico se puede complicar con insuficiencia renal, meningoencefalitis, y fallo multiorgánico.

## Diagnóstico
El diagnóstico inicial suele ser clínico, fundamentado en los antecedentes de vida en medio rural y convivencia con perros, así como una clínica compatible con la enfermedad. El diagnóstico específico se logra mediante:
1. Aislamiento de las rickettsias.
2. Cultivo - centrifugación con shell vial
3. Serología
4. IFI (Inmunofluorescencia Indirecta)
5. PCR (poco empleado en la actualidad)

## Tratamiento
El tratamiento se realiza con doxiciclina 100 mg 2 veces al día por vía oral  al menos hasta 48 horas de haber desaparecido la fiebre. En cualquier caso, es imprescindible consultar previamente al médico.

## Prevención
Lo primero es tomar las medidas oportunas para evitar las picaduras de garrapata.
Tras una salida al campo, siempre hay que revisar la piel y el cuero cabelludo. En el caso de ver alguna garrapata hay que retirarla lo antes posible pidiendo ayuda médica si no se sabe cómo hacerlo.